# Município de Adams (condado de Defiance, Ohio)
Localização do Ohio nos E.U.A.
O município de Adams (em inglês: Adams Township) é um localização localizado no condado de Defiance no estado estadounidense de Ohio. No ano 2010 tinha uma população de 947 habitantes e uma densidade populacional de 10,27 pessoas por km².

## Geografia
O município de Adams encontra-se localizado nas coordenadas 41° 23′ 03″ N, 84° 17′ 05″ O. Segundo a Departamento do Censo dos Estados Unidos, o município tem uma superfície total de 92.18 km², da qual 92,18 km² correspondem a terra firme e (0 %) 0 km² é água.

## Demografia
Segundo o censo de 2010, tinha 947 pessoas residindo no município de Adams. A densidade de população era de 10,27 hab./km².